# Gymnobelideus leadbeateri
El falangero de Leadbeater o del río Bass (Gymnobelideus leadbeateri) es una especie de marsupial diprotodonto de la familia Petauridae. Es la única especie de su género, de la que no se reconocen subespecies y es endémico de Australia. Es el animal estatal de Victoria.

## Taxonomía y etimología

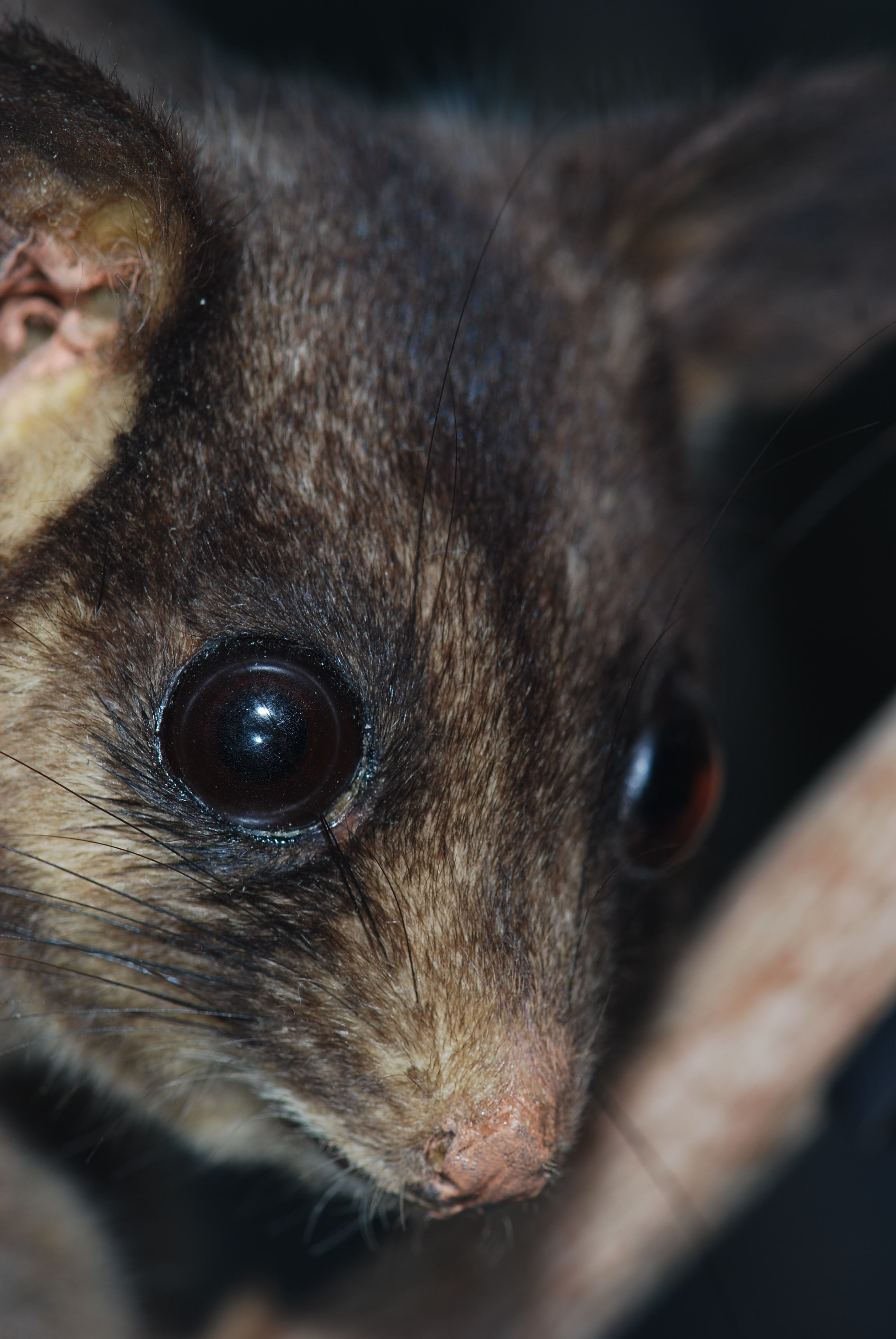
Cabeza de falangero de Leadbeater.

Es considerado como el petáurido más primitivo, similar a la forma ancestral de la que evolucionaron tanto las especies planeadoras (Petaurus) en Australia y como las no planeadoras en Nueva Guinea (Dactylopsila), y aunque comparte muchos caracteres morfológicos y genéticos con las otras especies de su familia, su relación con ellos no está del todo aclarada. Es semejante al petauro del azúcar (Petaurus breviceps) en morfología, comportamiento y fisiología, por lo que fue clasificado anteriormente junto a él y los otros petauros en la subfamilia Petaurinae, sin embargo, estudios genéticos recientes sugieren un parentesco más estrecho con los falangeros listados (Dactylopsila).
El nombre genérico, Gymnobelideus, deriva del griego gymno (desnudo, refiriéndose a su carencia de patagio) y belideus (dardo o flecha), y el nombre de la especie, leadbeateri, viene del apellido del taxidermista del Museo de Victoria John Leadbeter (1831-1888), en cuyo honor McCoy describió por primera vez la especie en 1867.
La especie solo era conocida por una media docena de ejemplares en museos, y se consideraba extinta hasta que fue redescubierta en 1961, encontrándose una colonia de ellos en Australia, viviendo entre densa y achaparrada maleza. En 2025 ha sido descubierta una nueva población en el Parque Nacional de Kosciuszko.

## Descripción
Su aspecto es similar al petauro del azúcar, pero carece de patagio, el cual es meramente vestigial. Tiene el pelaje suave y de color gris o gris parduzco en el dorso y amarillo crema en el vientre y patas, con una distintiva banda oscura que recorre el dorso desde la frente a la base de la cola. Otras bandas recorren la cabeza desde la base de las orejas, a través de los ojos, hasta el hocico, de forma similar pero menos definidas a las del petauro del azúcar. Los dedos son muy anchos en la punta, con fuertes garras, y a diferencia de los petauros tiene la cola lateralmente aplanada y no es prensil, siendo esta además larga y peluda. Las hembras presentan un marsupio bien desarrollado que contiene en su interior cuatro mamas.
Tiene una longitud cabeza-cola que oscila entre 152 y 168 mm, más de 190 a 199 mm de la cola, y pesa entre 120 y 163 gramos, pesando lo mismo ambos sexos.

## Distribución y hábitat
Se encuentra únicamente en Australia, donde está confinado a una remota zona de las montañas del estado de Victoria, con una distribución muy limitada (inferior a 3.500 km²).
Su hábitat óptimo son los bosques de eucaliptos con un denso sotobosque y con abundantes árboles huecos. Habita en altitudes que van de los 500 a los 1500 m, donde el clima suele ser frío y con precipitaciones frecuentes, incluso con nieve en invierno. Para anidar prefiere los fresnos de montaña australianos (Eucalyptus regnans).

## Comportamiento
Son arborícolas y de hábitos estrictamente nocturnos, abandonando el nido al crepúsculo y retornando al amanecer, aunque a lo largo de la noche realiza una media de cincuenta visitas al nido de breve duración. En el exterior se muestra muy activo.
Los falangeros de Leadbeater son monógamos, y anidan en árboles muertos o huecos, agrupándose en colonias que oscilan entre 1 y 8 individuos, consistentes en una pareja reproductora, sus crías y 1 o 2 machos no relacionados. La hembra adulta es el miembro dominante y defiende el nido con la ayuda del macho reproductor. Construyen un nido a una altura de entre 10 y 30 metros en árboles huecos de gran tamaño, y controlan un territorio de 1 o 2 hectáreas Las hembras son poliéstricas, y la pérdida de la camada estimula inmediatamente la producción de otra. El periodo de gestación es inferior a 20 días, y los nacimientos tienen lugar de marzo a diciembre, con picos de abril a junio y octubre a diciembre. La hembra pare habitualmente 1 o 2 crías por camada, las cuales permanecen en el marsupio de la madre una media de 87,4 días y son totalmente independientes a los 120.
Su dieta se compone de secreciones de los árboles y en menor medida de artrópodos.